# Вірус тютюнової мозаїки

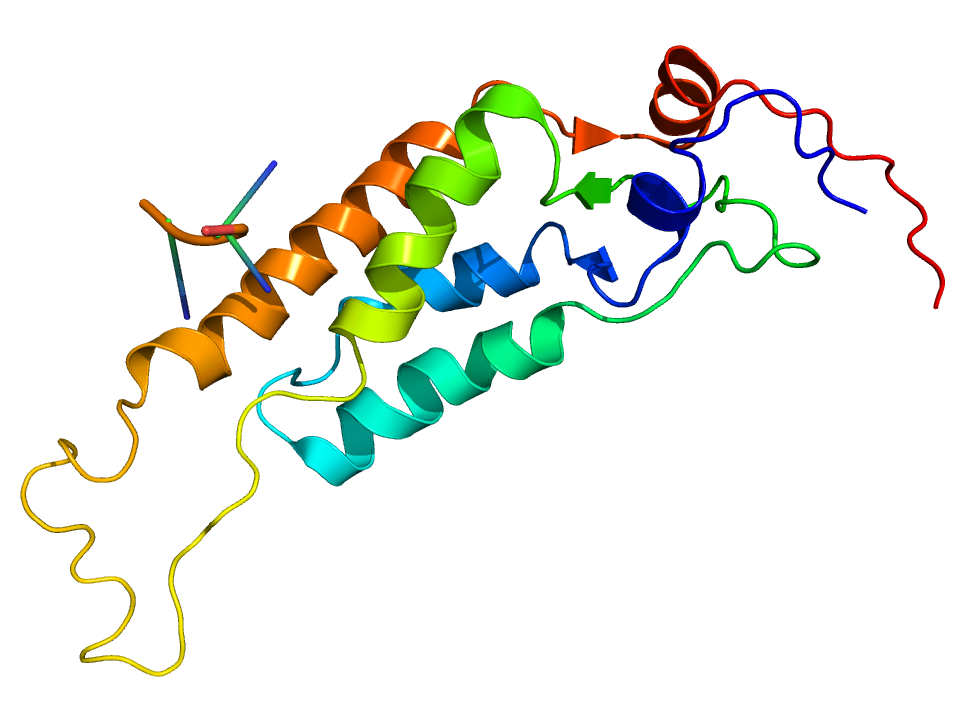
Модель молекули протомера вірусу тютюнової мозаїки

Ві́рус тютюно́вої моза́їки (ВТМ) — РНК-вірус, що інфікує рослини роду Nicotiana, а також інших представників родини Solanaceae. Перший відомий вірус, відкритий 1892 року Дмитром Івановським. На відміну від багатьох вірусів рослин, ВТМ успішно розмножується у культурах протопластів, що полегшує роботу із цим об'єктом. ВТМ — один із найдетальніше вивчених рослинних вірусів.
Для вірусу тютюнової мозаїки характерна спіральна симетрія. Його віріони мають вигляд жорстких порожнистих паличок розміром 15—18 × 300 нм, капсид складається із 2130 однакових білків протомерів. Геном представлений однією однонитковою (+)-РНК.

## Історія відкриття
У 1886 році данський вчений Адольф Меєр показав, що мозаїчна хвороба тютюну передається від однієї рослини до іншої. 1892 року російський ботанік Дмитро Івановський намагався виділити збудника цього захворювання. Він показав, що екстракт із хворої на ВТМ рослини зберігає інфекційні властивості навіть після пропускання через керамічний фільтр із порами, що затримували найменші із відомих на той час бактерії. Так був відкритий вірус тютюнової мозаїки й віруси взагалі. Проте Івановський припускав, що інфекційні властивості соку можуть бути зумовлені наявністю певного токсину.
Повністю оцінити значення відкриття Івановського дозволили подальші дослідження, зокрема проведені Мартінусом Беєрінком у 1898–1900 роках. Він помітив, що збудник мозаїки тютюну розмножується тільки у живих клітинах, але може зберігатись у висушеному стані тривалий час. Саме Беєрінк започаткував вчення про віруси, які він назвав лат. «contagium vivum fluidum» — живими розчинними мікробами.
1935 року Венделл Стенлі остаточно показав, що вірус мозаїки тютюну не є рідиною, а існує у формі дрібних часточок, які, проте разюче відрізняються від інших мікроорганізмів тим, що їх можна кристалізувати як хімічну речовину завдяки простоті та гомогенності будови. У 1930-их роках для дослідження біологічних об'єктів також почали використовуватись електронні мікроскопи. Перша електронна мікрографія ВТМ була опублікована 1939 року.
У 2006 за участі біофізика Шультена з'явилася модель ікосаедричного вірусу супутника тютюнової мозаїки (STMV). Вперше було створено повну модель, яка вимагала ресурсів Національного центру суперкомп’ютерних додатків в Урбані (розмір: 1 млн атомів, час моделювання: 50 нс, програма: NAMD). Моделювання забезпечило нове уявлення про механізми збірки вірусу. Вся частинка STMV складається з 60 однакових копій одного білка, з яких складається капсиди (оболонки), і 1063 нуклеотидного одноланцюгового РНК геному. Одним із ключових висновків те, що капсид дуже нестабільний, коли всередині немає РНК, тобто вірус, який виглядає симетрично на нерухомих зображеннях, насправді імпульсує та асиметричний. Капсида залежить від генетичного матеріалу в РНК-ядрі частинки та руйнується без нього. Це засвідчило, що перш ніж вірус зможе побудувати свою оболонку при розмноженні, повинен бути присутнім генетичний матеріал.

## Будова віріона

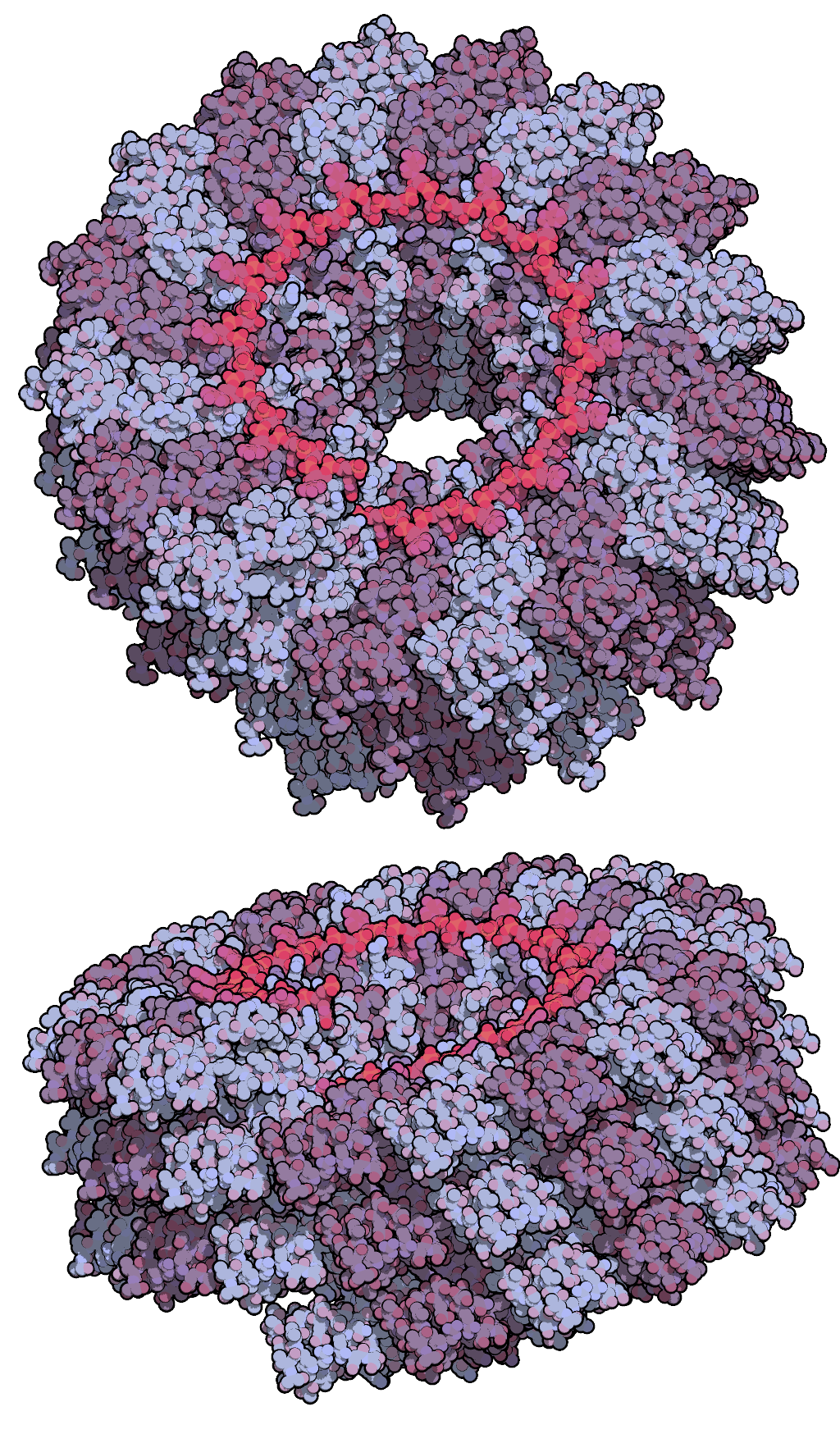
Модель фрагмента капсиду ВТМ. РНК — рожева, протомери — синьо-фіолетові

Вірус тютюнової мозаїки є одним із типових представників великого класу вірусів зі спіральною симетрією. Його частинки мають форму жорстких порожнистих паличок розміром 15—18 × 300 нм і складаються із білків-протомерів і РНК. Білки розмішені спірально, утворюючи загалом 130 витків із кроком 23 ангстреми. Всього до складу капсиду входить 2130 протомери, кожен довжиною 158 амінокислотних залишків. Основна функція капсиду — захист Генетичного матеріалу вірусу — одноланцюгової молекули РНК, яка занурена у білок ближче до внутрішньої поверхні «палички» і повторює кроки білкової спіралі.

## Геном ВТМ
Як і в більшості вірусів рослин, геном ВТМ представлений однією одноланцюговою (+) РНК (тобто кодуючою, такою із якої може йти трансляція) довжиною 6,4 тисячі нуклеотидів, що кодує чотири гени (два гени полімераз, ген білків-протомерів, і ген білка, необхідного для переміщення через плазмодесми). 5'-кінець цієї РНК містить 7-метилгуанозин, 3'-кінець має виражену вторинну структуру, проте без полі(А) послідовностей.

## Життєвий цикл
Після потрапляння у клітину ВТМ в першу чергу «роздягається», тобто звільняє свою РНК. Це відбувається завдяки особливостям білків капсиду, вони містять кластери кислотних амінокислот, стабільних за межами клітини при наявності достатньої кількості іонів кальцію. Проте у цитоплазмі з низькою концентрацією кальцію вони відштовхуються один від одного, через що перші кілька протомерів покидають капсид. Оголення РНК завершується завдяки клітинним рибосомам, коли ті здійснюють перший акт трансляції. Далі відбувається копіювання вірусної РНК і синтез білків, після чого збираються нові віріони.
Оскільки капсид ВТМ складається тільки з одного типу білків, що спонтанно з'єднуються з очищеною вірусною РНК, збирання частинок ВТМ вдалось дослідити у деталях. Процес починається із формування плоских двошарових дисків, по 17 білків у кожному колі, один із таких дисків приєднується до ділянки OAS («англ. origin of assembly») вірусної РНК, що розташована між 5444 та 5518 нуклеотидом. При цьому диск переходить у форму пружинної шайби, що містить по 16,3 білки у кожному колі. Згодом до структури додаються нові й нові диски, що супроводжується зміною їхньої конформації. РНК при цьому проходить через канал у центрі палички, і в міру її наростання вкладається у спіраль.

## Інфекція

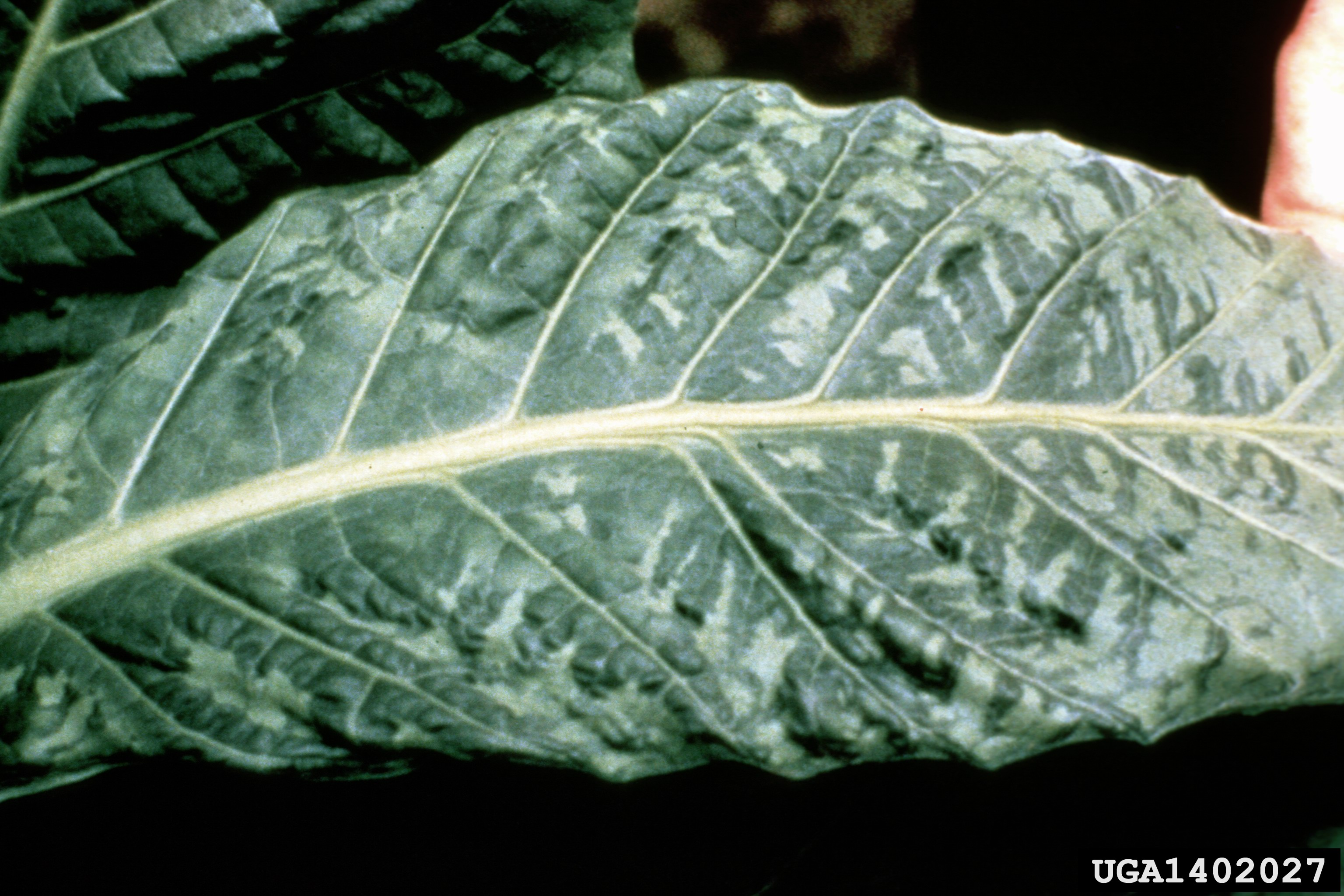
Листки рослини тютюну, зараженої мозаїчною хворобою

ВТМ дуже стабільний і може зберігатись кілька років у сигаретах, виготовлених із хворого листя. Цей вірус може поширюватись вітром або тваринами та проникає у рослину через ушкоджені ділянки. У клітинах, інфікованих ВТМ, вірусні частинки накопичуються у великій кількості й можуть утворювати скупчення, помітні навіть під оптичним мікроскопом. Також у цих клітинах деградують хлоропласти, а утворення нових пригнічується. Організмом рослини ВТМ може переміщуватись із флоемним соком, а між окремими клітинами - дуже повільно (~1 мм на день) через плазмодесми, у чому йому допомагає спеціальний білок.